# Kill Buljo
Kill Buljo är en norsk parodifilm från 2007 av Quentin Tarantinos film Kill Bill. 

## Handling
Jompa med gäster och familj skjuts under en förlovningsfest. Sid, som hatar samer och kvinnor, får uppgiften att utreda händelsen. Tillsammans med sin kollega Unni och sameguiden Peggy försöker han att finna den skyldige, men Jompa överlevde och är ute efter hämnd.

## Om filmen
Filmen spelades in i Alta och hade premiär i Norge den 23 mars 2007.

## Medverkande
- Stig Frode Henriksen – Jompa Tormann
- Tommy Wirkola – Sid Wisløff
- Natasha Angel Dahle – Unni Formen
- Linda Øverlie Nilsen – Peggy Mathilassi
- Jørn Tore Nilsen – Kato
- Martin Hykkerud - Tampa Buljo
- Ørjan Gamst – Crazy Beibifeit / Hr Handjagi
- John Even Pedersen – Kjell
- Christian Reiertsen – Bud
- Merete Nordahl – Lara Kofta
- Frank Arne Olsen – Papa Buljo
- Heidi Nilima Monsen – Blow Job
- Aina Timbiani – Mona Smurfen
- Eirik Junge Eliassen – Troll Tove
- Kristian Figenschow Jr. – Sids far
- Endre Ek Mannsverk – Sid som ung
- Rune Berg – Prost

### Webbkällor
- Kill Buljo på Internet Movie Database (engelska)